# Putse Moer
Het Putse Moer, in de volksmond ook wel Meurissenven genoemd, is een moerassig gebied ten noordoosten van Putte en ten westen van Kalmthout, dat zich deels op Nederlands en deels op Belgisch grondgebied bevindt.
Een klein deel behoort tot de Kalmthoutse Heide, het overige maakt onderdeel uit van particulier landgoed Putse Moer. Dit 78 ha. metende gebied is niet toegankelijk. Op het landgoed ligt de 'Hoogenberg', die met 39,1 meter boven NAP het hoogste punt van de regio vormt.

## Geschiedenis
In de tweede helft van de 18e eeuw werd het gebied betwist tussen de Abdij van Tongerlo en de inwoners van Putte, die er turf kwamen steken. De monniken van Tongerlo hadden er in 1770 de 'Withoef' gesticht om het Putse Moer te ontginnen. De inwoners van Putte hadden het recht om er water te halen en er op de heide schapen te laten grazen. Ze interpreteerden dit zodanig dat zij ook gerechtigd waren het gebied te ontwateren om turf te steken.
In de Franse tijd werd het feodale stelsel opgeheven, het Putse Moer ging toen deel uitmaken van de gemeenten Kalmthout en Putte. Vanaf 1850 kwam het in particulier bezit. Dat is het grotendeels nog steeds, maar het deel dat bij de Kalmthoutse Heide behoort kan vandaaruit worden bezocht.